# Dorfkirche Uchte

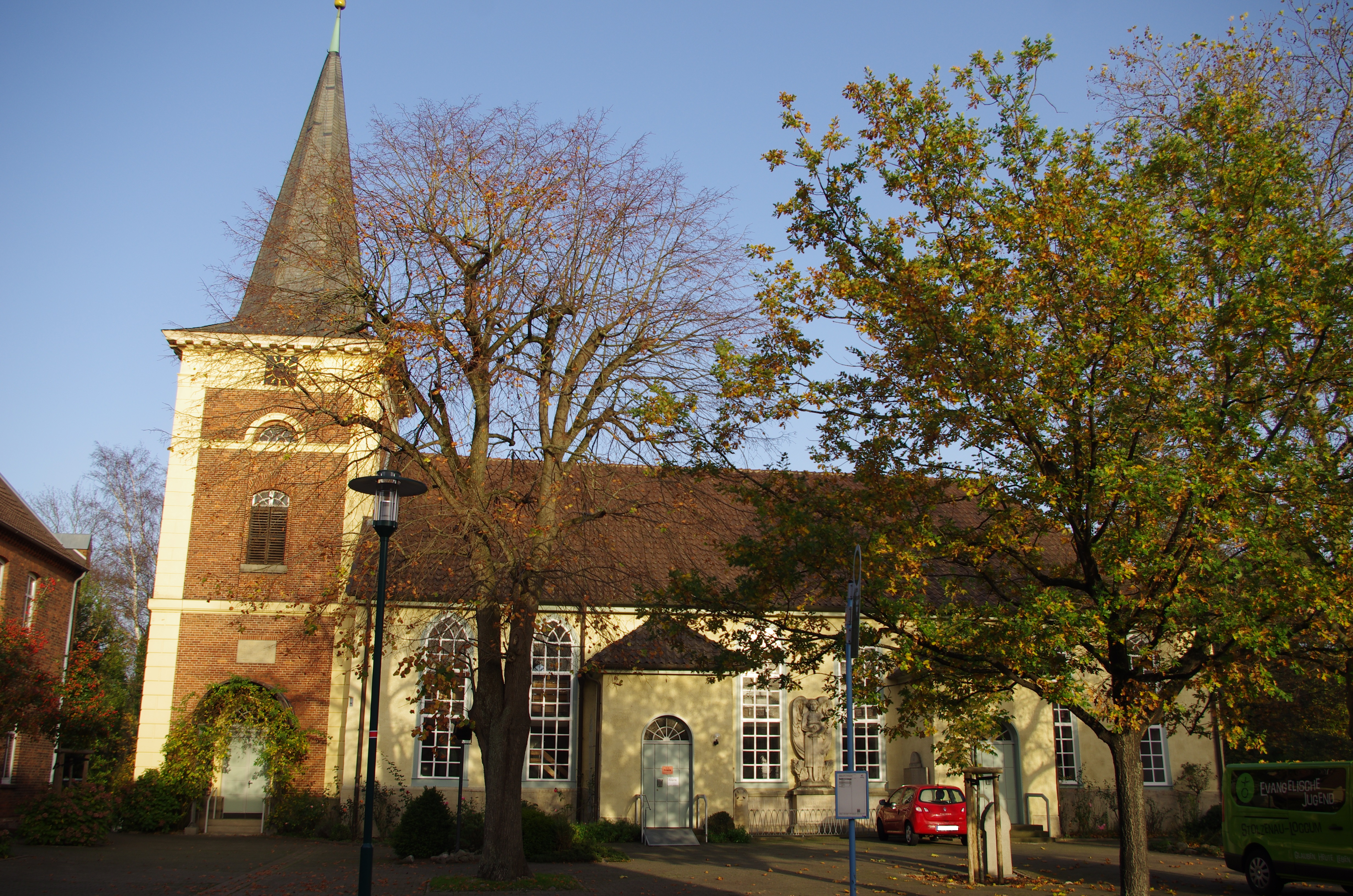
Dorfkirche Uchte

Die evangelisch-lutherische denkmalgeschützte Dorfkirche Uchte steht im Flecken Uchte im Landkreis Nienburg/Weser in Niedersachsen. Die Kirchengemeinde gehört zum Kirchenkreis Stolzenau-Loccum im Sprengel Hannover der Evangelisch-lutherischen Landeskirche Hannovers.

## Beschreibung
Die bei einem Großbrand 1726 und einem weiteren Großbrand 1817 erneut zerstörte Kirche wurde 1820/21 laut Inschrift am östlichen Anbau des Chors neu erbaut. Der quadratische Kirchturm im Westen mit vertikaler und horizontaler Gliederung aus Sandstein, ausgefüllt mit Backsteinen, ist erst 1841 angebaut worden. Bedeckt ist er mit einem achtseitigen schiefergedeckten Helm. Im Glockenstuhl hängen zwei Kirchenglocken, die 1819 und 1844 gegossen wurden. Das verputzte Langhaus der klassizistischen Saalkirche mit sechs Achsen hat spitzbogige Fenster, ebenso der eingezogene Chor mit zwei Achsen.
Der Innenraum hat umlaufende Emporen. Der mittlere Teil ist mit einem hölzernen Tonnengewölbe, die seitlichen Bereiche sind mit Flachdecken überspannt. Zur Kirchenausstattung gehört ein Kanzelaltar auf leicht geschwungenem Grundriss mit flankierenden Säulen aus der zweiten Hälfte des 18. Jahrhunderts. Die Orgel mit 18 Registern, verteilt auf zwei Manuale und ein Pedal, wurde 1978 unter Verwendung des historischen Prospektes und einigen Orgelpfeifen der Vorgängerorgel von Euler & Kuhlmann (1823) durch die Gebrüder Hillebrand neu erbaut. Die Orgelwerkstatt Christian Reinhold führte 2018 eine Umdisponierung durch.